# شوروود (ويسكونسن)
شوروود (بالإنجليزية: Shorewood, Wisconsin)‏ هي بلدة تقع في الولايات المتحدة في مقاطعة ميلووكي (ويسكونسن). يقدر عدد سكانها بـ 13,162 نسمة ومساحتها 4.12 كم2وترتفع عن سطح البحر 207 متر.

## التركيبة السكانية
قام مكتب تعداد الولايات المتحدة بتحديد بيانات التركيبة السكانية لشوروود في تعداد الولايات المتحدة. في ما يلي، التركيبة السكانية حسب تعدادي 2000 و2010.

### تعداد عام 2000
بلغ عدد سكان شوروود 13,763 نسمة بحسب تعداد عام 2000، وبلغ عدد الأسر 6,539 أسرة وعدد العائلات 3,328 عائلة مقيمة في القرية.
وتوزع التركيب العرقي للقرية بنسبة 91.43% من البيض و 0.23% من الأمريكيين الأصليين و 3.19% من الأمريكيين ذوي الأصول الآسيوية و 0.04% من سكان جزر المحيط الهادئ و 2.41% من الأمريكيين الأفارقة و 1.85% من عرقين مختلطين أو أكثر.
بلغ عدد الأسر 6,539 أسرة كانت نسبة 25.3% منها لديها أطفال تحت سن الثامنة عشر تعيش معهم، وبلغت نسبة الأزواج القاطنين مع بعضهم البعض 40.8% من أصل المجموع الكلي للأسر، ونسبة 7.9% من الأسر كان لديها معيلات من الإناث دون وجود شريك، وكانت نسبة 49.1% من غير العائلات. تألفت نسبة 39.5% من أصل جميع الأسر من أفراد ونسبة 12.3% كانوا يعيش معهم شخص وحيد يبلغ من العمر 65 عاماً فما فوق. وبلغ متوسط حجم الأسرة المعيشية 2.87، أما متوسط حجم العائلات فبلغ 2.08.
بلغ العمر الوسطي للسكان 38 عاماً. وكانت نسبة 21.0% من القاطنين تحت سن الثامنة عشر، وكانت نسبة 8.4% بين الثامنة عشر والأربعة وعشرون عاماً، ونسبة 31.8% كانت واقعةً في الفئة العمرية ما بين الخامسة والعشرون حتى والأربعة وأربعون عاماً، ونسبة 24.3% كانت ما بين الخامسة والأربعون حتى الرابعة والستون، ونسبة 14.5% كانت ضمن فئة الخامسة والستون عاماً فما فوق. يوجد لكل 100 أنثى 85.1 ذكر، ويوجد لكل 100 أنثى في الثامنة عشر من عمرها فما فوق 80.4 ذكر.
بلغ متوسط دخل الأسرة في القرية 47,224 دولار، أما متوسط دخل العائلة فبلغ 67,589 دولار. وكان متوسط دخل الذكور 47,616 دولار مقابل 34,294 دولار للإناث. وسجل دخل الفرد الخاص بالقرية 32,950 دولار. وكانت نسبة 3.8% من العائلات ونسبة 6.7% من السكان تحت خط الفقر، وكان من هؤلاء نسبة 3.5% تحت سن الثامنة عشر ونسبة 7.5% في الخامسة والستين من العمر وما فوق.

## معرض صور

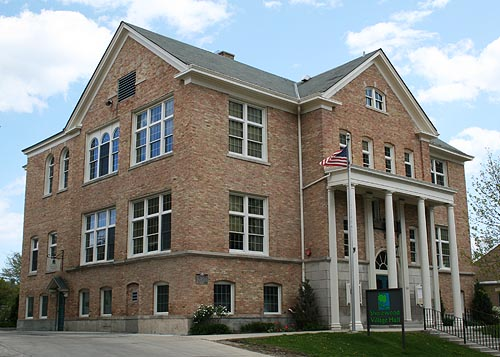
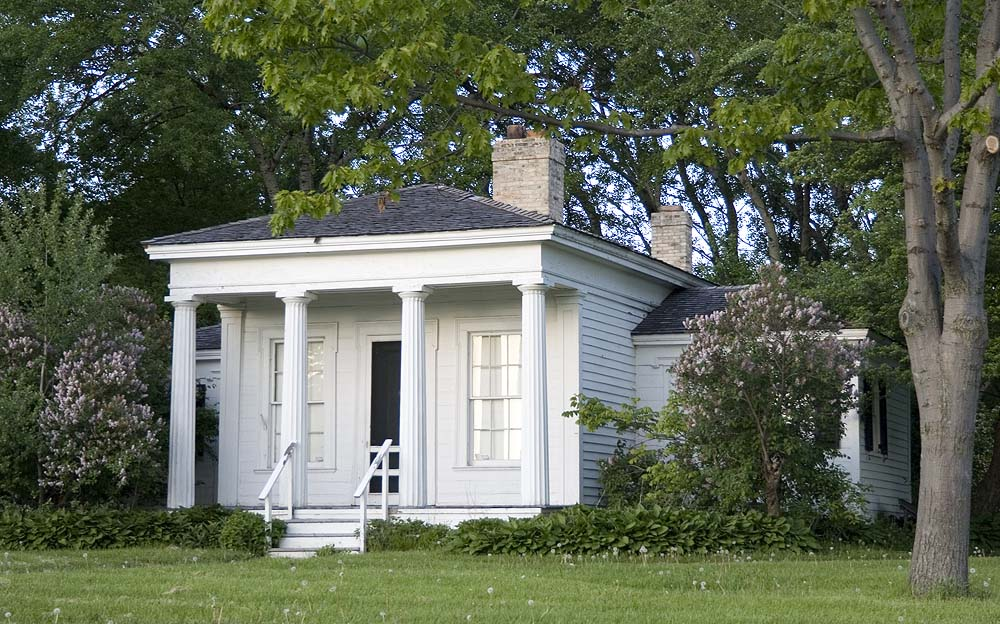

### تعداد عام 2010
بلغ عدد سكان شوروود 13,162 نسمة بحسب تعداد عام 2010، وبلغ عدد الأسر 6,381 أسرة وعدد العائلات 3,109 عائلة مقيمة في القرية. في حين سجلت الكثافة السكانية 8,278.0 نسمة لكل ميل مربع (3,196.2/كم2). وبلغ عدد الوحدات السكنية 6,750 وحدة بمتوسط كثافة قدره 4,245.3 لكل ميل مربع (1,639.1/كم2).
وتوزع التركيب العرقي للقرية بنسبة 88.1% من البيض و 0.2% من الأمريكيين الأصليين و 5.6% من الأمريكيين ذوي الأصول الآسيوية و 2.9% من الأمريكيين الأفارقة و 2.3% من عرقين مختلطين أو أكثر.
بلغ عدد الأسر 6,381 أسرة كانت نسبة 23.2% منها لديها أطفال تحت سن الثامنة عشر تعيش معهم، وبلغت نسبة الأزواج القاطنين مع بعضهم البعض 38.0% من أصل المجموع الكلي للأسر، ونسبة 7.6% من الأسر كان لديها معيلات من الإناث دون وجود شريك، بينما كانت نسبة 3.0% من الأسر لديها معيلون من الذكور دون وجود شريكة وكانت نسبة 51.3% من غير العائلات. تألفت نسبة 39.0% من أصل جميع الأسر من أفراد ونسبة 11.5% كانوا يعيش معهم شخص وحيد يبلغ من العمر 65 عاماً فما فوق. وبلغ متوسط حجم الأسرة المعيشية 2.83، أما متوسط حجم العائلات فبلغ 2.06.
بلغ العمر الوسطي للسكان 37.2 عاماً. وكانت نسبة 19.2% من القاطنين تحت سن الثامنة عشر، وكانت نسبة 13% بين الثامنة عشر والأربعة وعشرون عاماً، ونسبة 28% كانت واقعةً في الفئة العمرية ما بين الخامسة والعشرون حتى والأربعة وأربعون عاماً، ونسبة 26.6% كانت ما بين الخامسة والأربعون حتى الرابعة والستون، ونسبة 13% كانت ضمن فئة الخامسة والستون عاماً فما فوق. وتوزع التركيب الجنسي للسكان بنسبة 46.8% ذكور و53.2% إناث.